# بیجوی ساگار
بیجوی ساگار دریاچهای در اودایپور در شمال شرقی هند است. به آن مهادب دیقی نیز می‌گویند. این یکی از بزرگترین دریاچه‌های اودایپور در تریپورا است. طول این دریاچه ۷۵۰ فوت و عرض آن ۴۵۰ فوت است. اطراف دریاچه به طور متراکم مسکونی است. این دریاچه از طریق یک زهکش واقع در ضلع شمال شرقی با فاضلاب خانگی و شهری آلوده می‌شود. مردم اطراف برای حمام کردن، شستشو، ماهیگیری و غیره به این دریاچه وابسته‌اند. همچنین پسماندهای جامد از ناحیه خانوارهای اطراف نیز به مهادف دیقی تخلیه شد.

## تاریخ
این دریاچه در دوره میانجی بین سلطنت دانیا مانیکیا و گوویندا مانیکیا حفر شد. این دریاچه در زمان سلطنت بیر بیکرام کیشور مانیکیا اندازه‌گیری شد.
جوجاروفه، پادشاه تریپورا سلسله موگ را شکست داد و رانگاماتی را تصرف کرد و پایتخت جدید خود را در اودایپور در اواسط سال ۵۹۰ میلادی تأسیس کرد. فرزندان او نام خود را به مانیکیا تغییر دادند و معابد متعددی در اودایپور مانند معبد تریپوراسونداری، معبد بوبانشواری، گوناباتی ماندیر، معبد شیوا، معبد جاگانات، معبد گوپینات، بادارساحد باری و دوتیا ماندیر ساختند. در این مرحله چندین دریاچه مانند آمارساگار، جاگانات دیگی، دانیساگار (دانیا ساگار) و بیجوی ساگار (مهادب دیگی) حفر شد تا زیبایی به شهر دریاچه ها و معابد بیافزاید. اودایپور که قبلا با نام رانگماتی نیز شناخته می شد، در قرن نوزدهم پایتخت تریپورا نبود.
تصاویر صخره‌ای از دو شیر نصب شده در مقابل معبد مهادف در شمال بیجوی ساگار در داخل خاک وجود دارد.